# Kolja Goldstein
Kolja Goldstein (* 27. November 1991 in Augsburg; bürgerlich Nicolas Thomas Sheahan) ist ein deutscher Rapper.

## Leben und Karriere
Goldstein wurde am 27. November 1991 als Nicolas Thomas Sheahan in Augsburg geboren, wuchs jedoch in Rohrbach auf. Er stammt laut eigenen Angaben aus gutem Elternhaus. Die Schule schloss er mit der mittleren Reife ab. Anschließend absolvierte er laut eigenen Aussagen bei Feinkost Käfer eine Ausbildung zum Koch. Danach wechselte er in die gehobene Gastronomie, um unter anderem in Paris zu arbeiten.
Nach seiner Rückkehr nach Deutschland geriet Goldstein vermehrt mit dem Gesetz in Konflikt. 2008 sei er seinen Schilderungen nach zu 18 Monaten Jugendhaft verurteilt worden. Ab 2011 verbrachte Goldstein einige Zeit in Bosnien und Herzegowina, wo er in Hum verhaftet wurde und angeblich zu 24 Monaten Haftstrafe verurteilt worden sei, von denen er 13 Monate in Zenica abgesessen habe und im Anschluss auf Bewährung entlassen worden sei. 2012 zog er nach Dänemark, wo er nach eigenen Schilderungen im Anschluss an eine Schießerei erneut verhaftet worden sei und zehn Wochen in Untersuchungshaft verbracht habe. Zurück in Deutschland wurde Goldstein wegen Verstößen gegen das Betäubungsmittelgesetz erneut verhaftet und saß 18 Monate in Untersuchungshaft.
Nach dem Ende seiner Haftstrafe war Goldstein in Münchner Techno-Clubs wie dem MMA und dem Bob Beaman als Türsteher und im James T. Hunt als Barkeeper tätig. 2015 erhielt er laut eigenen Angaben ein Stipendium für die Akademie der Bildenden Künste in München, wo er ein Semester studiert haben soll. Auf Medien-Nachfrage teilte die Akademie jedoch mit, niemanden unter diesem Namen in ihrer Datenbank zu finden. Nachdem er bereits im Jugendalter erste Texte geschrieben und Songs aufgenommen hatte, wandte sich Goldstein ab 2016 vermehrt der Musik zu und arbeitete unter anderem mit Beatbaron zusammen. Unter dem Künstlernamen Kolja veröffentlichte er mit Bereit seine erste eigene Single. Als Featuregast war er zudem auf den Songs Wir sind Major und Konten in der Schweiz des Rappers Ali As zu hören. Zudem begleitete er den Rapper im gleichen Jahr auf dessen Tournee und zum Auftritt beim Openair Frauenfeld.
Im Herbst 2017 sei Goldstein laut eigenen Angaben an einer Schießerei in Kopenhagen beteiligt gewesen, bei der zwei Unbeteiligte Verletzungen erlitten. Im selben Jahr wurde er deswegen sowie wegen Drogenhandel und Verabredung zu einem Mordverbrechen zu einer Haftstrafe verurteilt. Die anschließenden zwei Jahre verbrachte Goldstein in einem deutschen Gefängnis. 2019 zog Goldstein nach Amsterdam in den Niederlanden, wo er seitdem mit seiner Frau und dem gemeinsamen Sohn lebt.
Während Ghostwriting-Sessions für eine deutsche Rapperin entstand mit Alles im Griff der erste Song unter dem Namen Kolja Goldstein. Anfang 2020 wurde das selbstgeschnittene Video zum Song auf YouTube hochgeladen. Im November desselben Jahres wurde bekannt, dass Goldstein einen „langfristigen Vertrag“ mit Groove Attack abgeschlossen hat. Anfang 2021 erschien die EP Art & Design über den Musikvertrieb, wurde allerdings kurz darauf offline genommen und die Zusammenarbeit beendet. Wenig später wurde die EP im Eigenvertrieb wiederveröffentlicht.
Für die Zeile „Alle meine Freunde sind nervös, denn einer meiner Freunde hat einen seiner Freunde in Säure aufgelöst“ aus dem Song Terminal wurde Goldstein 2021 mit dem Hiphop.de-Award für die beste Line des Jahres ausgezeichnet.
Im Juni 2022 veröffentlichte Die Zeit einen Artikel, in dem seine Behauptungen über seine kriminelle Vergangenheit in Zweifel gezogen wurden. Dies hatte einen Widerspruch seinerseits zur Folge, den die Autoren des Artikels wiederum zurückwiesen.
Für 2022 kündigte Kolja Goldstein die Veröffentlichung seines Debütalbums mit dem Titel UPaP – Unter Planen aus Plastik an. Der Name ist eine Anspielung auf das Kollaboalbum Palmen aus Plastik von Bonez MC und RAF Camora. Im August 2022 erklärte Kolja Goldstein gegenüber Hiphop.de, dass das Album einen neuen Titel haben wird und im Jahr 2023 erscheinen soll. Kurz darauf wurde bekannt, dass Kolja Goldstein einen Vertrag mit dem Hip-Hop-Label Chapter ONE, welches dem Major-Label Universal Music angeschlossen ist, unterschrieben hat.
Am 8. April 2023 wurde seine Wohnung in Amsterdam von einer Spezialeinheit der niederländischen Polizei gestürmt. Ursache sei der Erlass eines internationalen Haftbefehls gegen den Rapper gewesen.

## Musikstil
Die Musik von Kolja Goldstein ist dem Gangsta-Rap zuzuordnen. Goldstein schildert in seinen Texten kriminelle Aktivitäten von Drogenhandel bis hin zu Körperverletzung und Mord. Er bedient sich dabei sehr konkreter und detailreicher Beschreibungen und spielt mit seinen eigenen Verbindungen ins Milieu. Im Song A.B.C. erwähnt er etwa die beiden Drogenschmuggler Naima Jillal und Jan van Zantvoort und kokettiert mit Wissen über den Verbleib der als vermisst gemeldeten Personen. Die Zeile „2016 wurd' hier einem meiner Freunde schon der Kopf abgeschnitten“ aus Terminal spielt auf die Enthauptung von Nabil Amzieb im Jahr 2016 in Amsterdam an.
Ein Stilmittel, dessen sich Kolja Goldstein des Öfteren bedient, sind sogenannte Vocal Trigger, bei denen die erste Silbe eines Wortes am Zeilenanfang mehrfach wiederholt wird. („Z-z-zwanzig Riesen – Hunting Season“ im Song A.B.C.)

## Diskografie
Studioalben
- 2023: Global
- 2024: Interpol
- 2025: Effectif (mit Dú Maroc)
- 2025: Kouwe ouwe

EPs
- 2021: Art & Design

Singles als Leadmusiker
- 2016: Bereit
- 2020: Alles im Griff
- 2020: Terzo Mondo
- 2020: Terminal
- 2020: West
- 2020: SW Utrecht
- 2020: BLMNBQT
- 2021: Spray (mit Mocro5th)
- 2021: A.B.C.
- 2021: F.A.R.C.
- 2022: Alexander III.
- 2022: Wiederbelebt
- 2022: Mokum
- 2022: Audi Bande
- 2022: Deep Sea
- 2023: Global
- 2023: Montparnasse (#1 der deutschen Single-Trend-Charts am 27. Januar 2023[30])
- 2023: Casa Way (mit Dú Maroc)
- 2023: Metadata
- 2023: NYC 2003 (#1 der deutschen Single-Trend-Charts am 21. April 2023[31])
- 2023: Kadr (mit Manuellsen)
- 2023: Urla & Gaia (#11 der deutschen Single-Trend-Charts am 8. Dezember 2023[32])
- 2024: Nie allein (#8 der deutschen Single-Trend-Charts am 19. Januar 2024[33])
- 2024: Heimweh (feat. Mozzik)
- 2024: Schwarz (feat. Sido)
- 2024: Hundertzehn (feat. Capo; #3 der deutschen Single-Trend-Charts am 12. April 2024[34])
- 2024: Dima Maghreb (mit Ataypapi & Dú Maroc)
- 2024: Überlebt (mit Dú Maroc; #20 der deutschen Single-Trend-Charts am 9. August 2024[35])
- 2024: Leben (Tod) (mit Dú Maroc; #9 der deutschen Single-Trend-Charts am 30. August 2024[36])
- 2024: Geld machen (mit Dú Maroc)
- 2024: Real Madrid (Ewa Sahbi) (mit Dú Maroc)
- 2024: Bouyafar (mit Dú Maroc)
- 2025: Money (mit Dú Maroc)
- 2025: Kouwe Ouwe (First Day Out)
- 2025: HHHK/Linesky
- 2025: SABR
- 2025: Galatabridge (feat. Samra)
- 2025: Cinq (mit HHAUS3)

Singles als Gastmusiker
- 2016: Konten in der Schweiz (mit Ali As und Pretty Mo)
- 2016: Wir sind Major (mit Ali As und Weeh 78)
- 2017: Kilimandscharo / Nachtwache (mit Ali As)
- 2021: Mocro Shit (mit Dú Maroc und Mocro5th)
- 2021: Butterfly (mit Kaisa Natron)
- 2021: Kokain Milieu (mit Kaisa Natron)
- 2021: Regeln (mit Myng)
- 2021: Baccarat (mit Kalazh44)
- 2022: Habibi (mit Omar)
- 2022: Bang Bang Bang Amate (mit Silva)
- 2022: Von da wo ich komme (mit Ngee)
- 2022: Bermudadreieck (mit Dú Maroc)
- 2022: Kinder der Straße (Remix) (mit Ngee und Kurdo)
- 2024: Ghettostar (mit Capo)
- 2024: Multi-Krmnl (mit Volo; #6 der deutschen Single-Trend-Charts am 9. Februar 2024[37])
- 2024: VPN (mit Juri)
- 2024: New Jack City Kiez Flow (mit Reeperbahn Kareem)
- 2024: Schall & Rauch (mit Soufian)
- 2025: Bissu dumm ¿ (Megalodon Remix) (Bonez MC & Nate57 feat. AchtVier, AK 33, AK Ausserkontrolle, Azad, Big Toe, Caney030, Celo & Abdi, Crackaveli, Curse, Dardan, Die P, Eno, Finch, Frauenarzt, Hakan Abi, Haze, Jaill, Jan Delay, Jonesmann, Juju, Kaisa Natron, Kolja Goldstein, Kontra K, Kwam.E, Laas Unltd., LX, Makko, Massiv, MP Freshly, Nizi19, Olexesh, OTW, Reeperbahn Kareem, Sa4, Saliou, Samra, Sido, Silva, Sil3A, Ski Aggu, Tom Hengst, Vega, Veysel, Zined)
- 2025: Roll durch Berlin (mit Samra)
- 2025: Souvenirs (mit Gringo & Lilmido)
- 2025: Wo ist der Safe (mit Dú Maroc, SadiQ & Sil3A)
- 2025: Waldorf Astoria (mit Juri, Nizi19 & Yuyu19)
- 2025: Nicht 4 Blocks (mit Crackaveli)

Freetracks
- 2017: Formel geknackt (mit Ali As)

## Auszeichnungen
Hiphop.de Awards
- 2021: „Beste Line“ für Terminal („Alle meine Freunde sind nervös, denn einer meiner Freunde hat einen seiner Freunde in Säure aufgelöst“)[24]